# Mstislaw I.

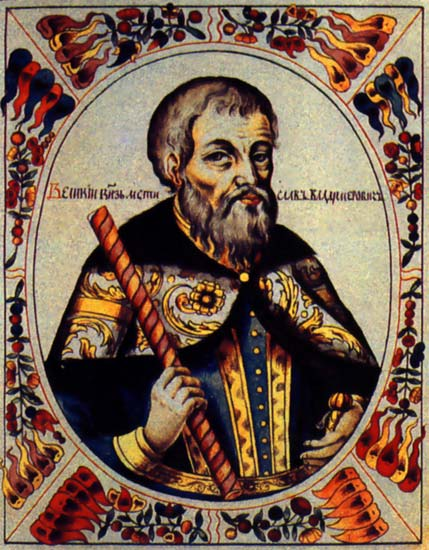
Darstellung Mstislaws im Titularbuch der Zaren aus dem Jahre 1672

Mstislaw I. Wladimirowitsch der Große (altostslawisch Мьстиславъ Володимѣровичъ Мономахъ, ukrainisch Мстисла́в Володи́мирович; russisch Мстислав Владимирович, * Juni 1076 in Turau; † April 1132 in Kiew) war von 1125 bis 1132 Großfürst der Kiewer Rus, ältester Sohn und Nachfolger Wladimir Monomachs und seiner Frau Gytha von Wessex, Tochter von Harald II. von England. In skandinavischen Sagas wurde Mstislaw I. nach seinem Großvater auch Harald genannt.

## Leben
Als ältester Sohn Wladimir Monomachs erhielt er die Herrschaft über Nowgorod (1088–1093 und 1095–1117, zwischenzeitlich über Rostow). Die Zeit als Fürst von Nowgorod war geprägt von Kämpfen gegen Tschuden, Kumanen und seinen Onkel und Taufpaten Oleg von Tschernigow, den er 1096 aus Murom, Rostow und Susdal vertrieb. In Nowgorod erbaute er zahlreiche Kirchengebäude, von denen die St.-Nikolaus-Kathedrale und das St.-Antonius-Kloster bis heute überdauern. Nach 1117 wurde er Mitherrscher Monomachs und Fürst in Belgorod am Dnepr. Nach Monomachs Tod 1125 folgte er diesem als Großfürst nach.
Über Mstislaws Regierungszeit ist wenig bekannt. 1129 verwüstete er das Fürstentum Polozk und verbannte den dortigen Fürsten David, einen Sohn von Wseslaw, und mehrere seiner Vettern nach Byzanz. Allerdings vertrieb die Polozker Stadtbevölkerung seinen von ihm als Fürst eingesetzten Sohn Swjatopolk und rief 1139 ihren alten Herrscher zurück. Er führte um 1130 ebenfalls Feldzüge gegen die Kumanen und Litauer und ließ seine Söhne die Tschuden unterdrücken.
Nach Mstislaws Tod und dem seines Bruders Jaropolk II. 1139 brachen um die Herrschaft über Kiew eine Reihe von Kämpfen zwischen den Nachkommen Monomachs (Monomachowitschi) und denen seines alten Rivalen Oleg von Tschernigow (Olgowitschi) aus, die letztlich zum Zerfall der Rus führten und den Aufstieg des Fürstentums Wladimir-Susdal unter Mstislaws Bruder Juri Dolgoruki begünstigten.

## Ehe und Nachkommen
1095 oder 1096 heiratete Mstislaw Christina Ingesdotter von Schweden († 1122), die Tochter von König Inge I. Mit ihr hatte er zahlreiche Nachkommen:
1. Ingeborg ⚭ um 1117 König Knud Lavard von Jütland (Haus Estridsson)
2. Malfrida (oder Malmfried) († nach 1137) ⚭
  1. um 1117 König Sigurd I. von Norwegen
  2. um 1131 König Erik II. von Dänemark
3. Eupraxia († 1136) ⚭ 1122 Mitkaiser Alexios Komnenos von Byzanz (ält. Sohn von Johannes II.)
4. Wsewolod († 1138), Fürst von Nowgorod 1117–1136, Fürst von Pskow 1137–1138
5. Isjaslaw II. (1096–1154), Fürst von Kursk 1125–1129, Fürst von Polozk 1129–1132, Fürst von Turow 1132–1134, Fürst von Wolhynien 1135–1142, Fürst von Perejaslaw 1142–1146, Großfürst von Kiew 1146–1149, 1150, 1151–1154
6. Swjatopolk, († 1154), Fürst von Pskow 1138–1140, Fürst von Nowgorod 1142–1148, Fürst von Wolhynien 1148–1154 ⚭ 23. Dezember 1143/6. Januar 1144 Euphemia von Mähren (* 1115)
7. Rostislaw (um 1110–1167), Fürst von Smolensk 1127–1159, Großfürst von Kiew 1159 und 1160–1167
8. Rogneda († nach 1175) ⚭ 1112 Fürst Jaroslaw von Wolhynien (geschieden 1118)
9. Marija Mstislawna († 1179) ⚭ 1116/1125? Wsewolod von Tschernigow
10. Xenia († nach 1129) ⚭ 1124/1125 Brjatscheslaw Davydowitsch von Polozk

Aus seiner zweiten Ehe mit der Tochter des Nowgoroder Statthalters Dmitr Sawiditsch gingen hervor:
1. Wladimir († 1171), (kurzzeitig) Großfürst von Kiew 1167 und 1171
2. Euphrosina von Kiew ⚭ nach 1132 Géza II. von Ungarn